# Thanatus kitabensis
Thanatus kitabensis là một loài nhện trong họ Philodromidae.
Loài này thuộc chi Thanatus. Thanatus kitabensis được miêu tả năm 1946 bởi Charitonov.